# Hisashi Kato
Hisashi Kato (født 24. april 1956) er en japansk fodboldspiller.

## Japans fodboldlandshold
| Japans landshold | Japans landshold | Japans landshold |
| År               | Kmp              | Mål              |
| ---------------- | ---------------- | ---------------- |
| 1978             | 5                | 1                |
| 1979             | 0                | 0                |
| 1980             | 3                | 0                |
| 1981             | 8                | 1                |
| 1982             | 8                | 0                |
| 1983             | 7                | 1                |
| 1984             | 6                | 1                |
| 1985             | 8                | 0                |
| 1986             | 5                | 0                |
| 1987             | 11               | 2                |
| Total            | 61               | 6                |